# Stainville
Stainville est une commune française située dans le département de la Meuse, en région Grand Est.

## Géographie
Le territoire de la commune est limitrophe de 8 communes.  
| Lavincourt              | Montplonne          | Nant-le-Grand   |
| Aulnois-en-Perthois     | Stainville          | Nant-le-Petit   |
| Savonnières-en-Perthois | Juvigny-en-Perthois | Menil-sur-Saulx |

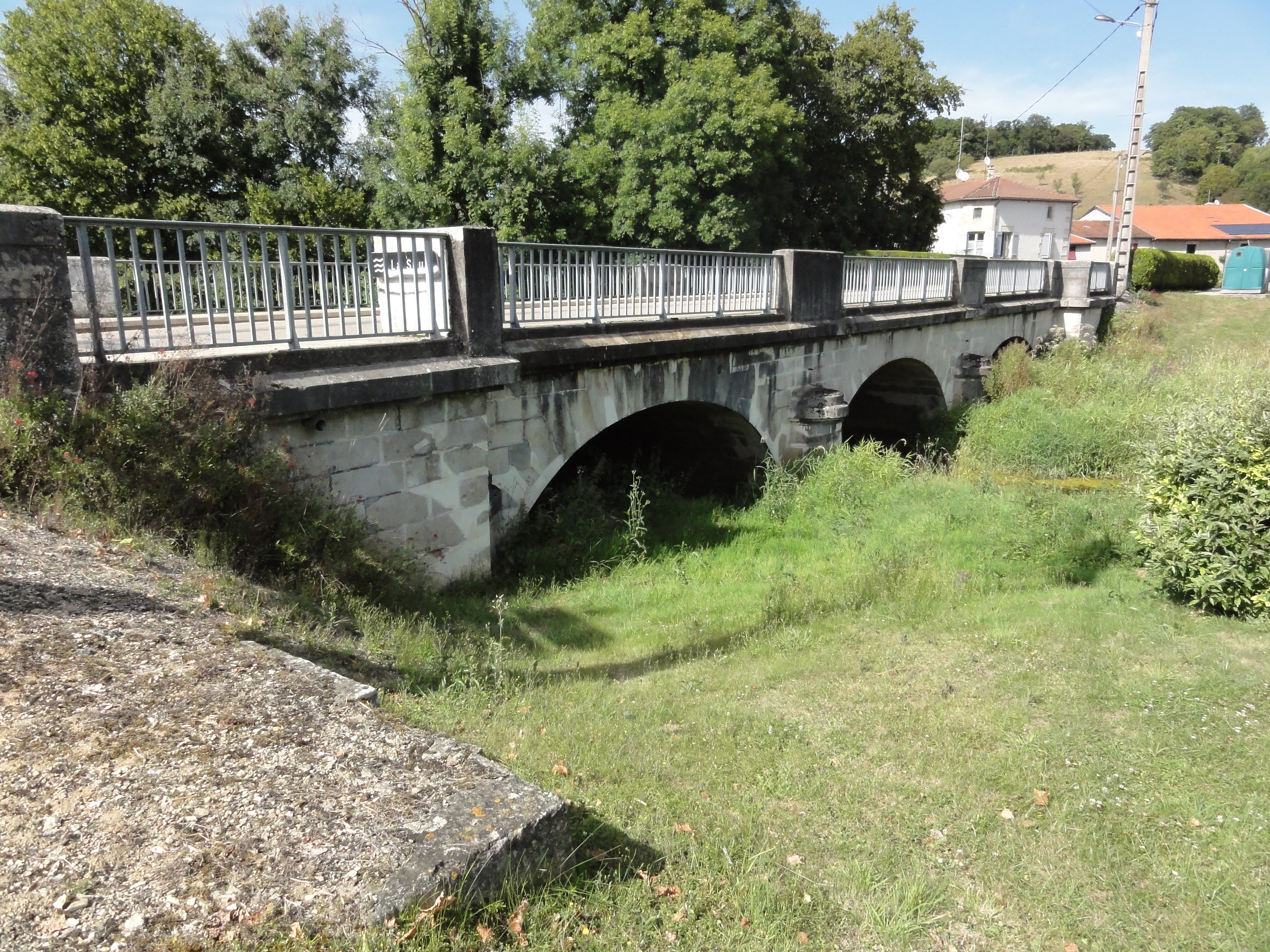
Pont de la Saulx.
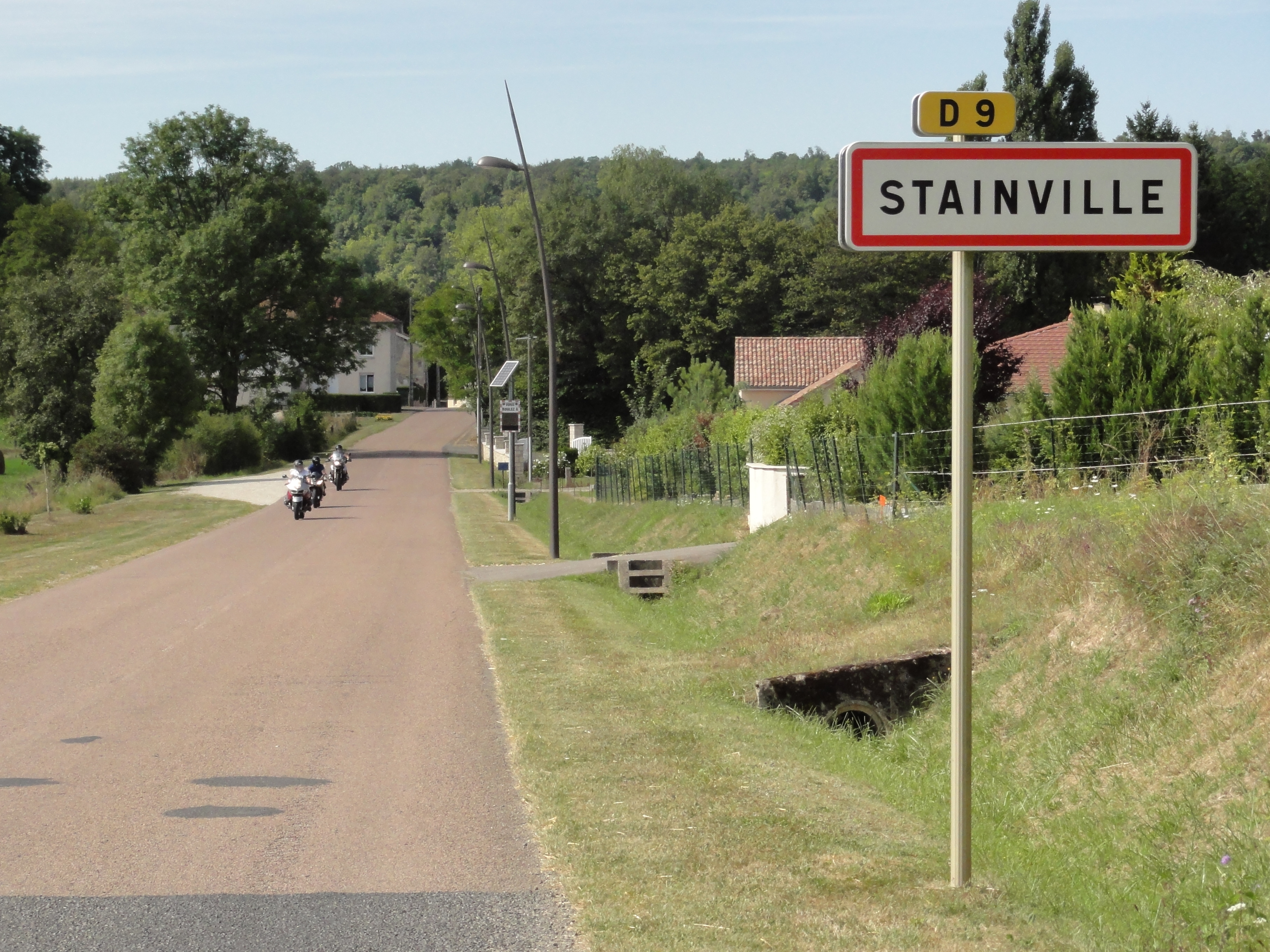
Entrée de Stainville.

### Hydrographie
La commune est dans la région hydrographique « la Seine de sa source au confluent de l'Oise (exclu) » au sein du bassin Seine-Normandie. Elle est drainée par la Saulx, le ruisseau de Nant et,.
La Saulx, d'une longueur de 115 km, prend sa source dans la commune de Germay et se jette  dans la Marne à Vitry-le-François, après avoir traversé 39 communes. 

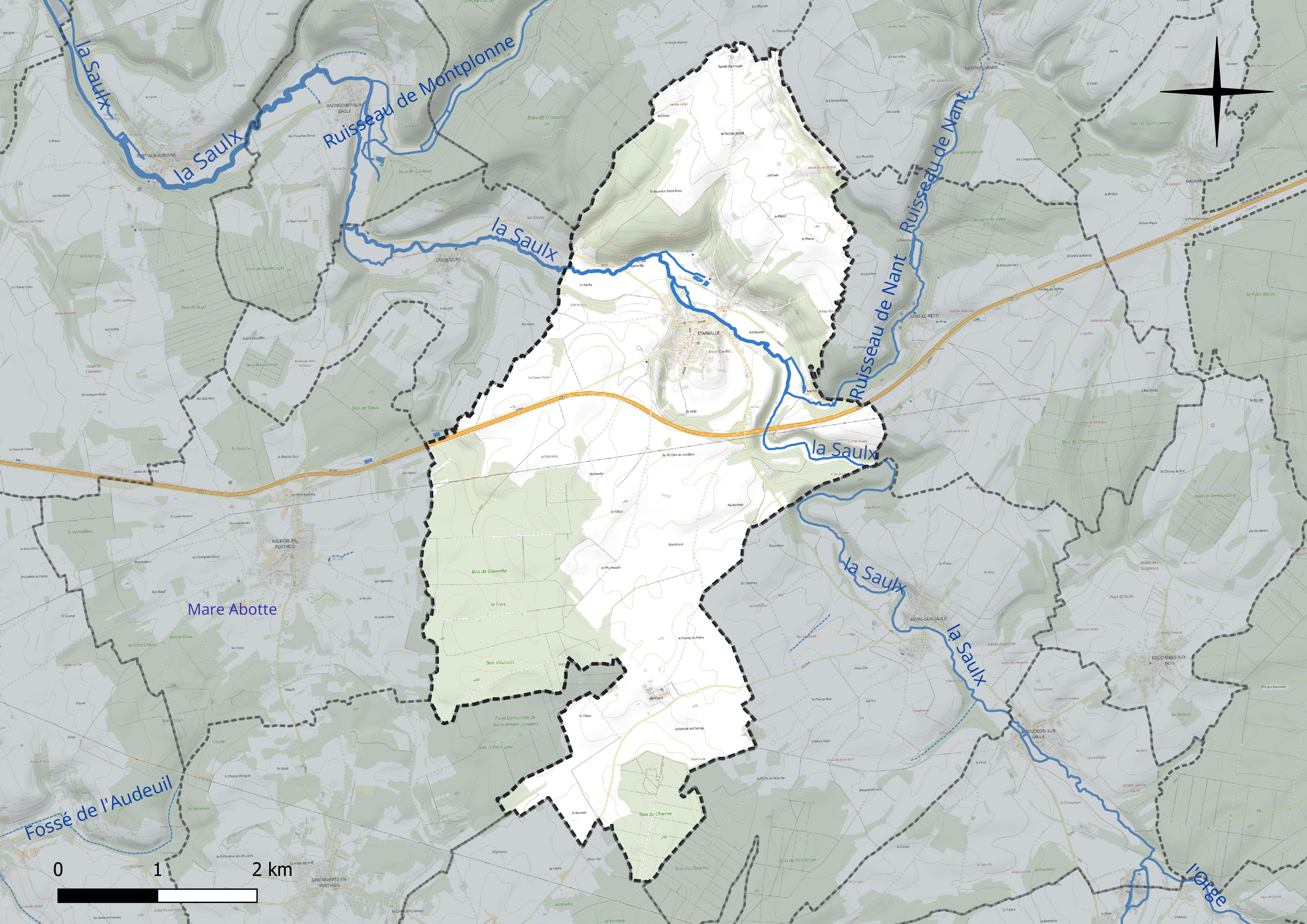
Réseau hydrographique de Stainville.

### Climat
Pour des articles plus généraux, voir Climat du Grand Est et Climat de la Meuse.
En 2010, le climat de la commune est de type climat de montagne, selon une étude du Centre national de la recherche scientifique s'appuyant sur une série de données couvrant la période 1971-2000. En 2020, Météo-France publie une typologie des climats de la France métropolitaine dans laquelle la commune est exposée à un climat océanique altéré et est dans la région climatique  Lorraine, plateau de Langres, Morvan, caractérisée par un hiver rude (1,5 °C), des vents modérés et des brouillards fréquents en automne et hiver. 
Pour la période 1971-2000, la température annuelle moyenne est de 9,9 °C, avec une amplitude thermique annuelle de 16 °C. Le cumul annuel moyen de précipitations est de 1 003 mm, avec 13,7 jours de précipitations en janvier et 9,6 jours en juillet. Pour la période 1991-2020, la température moyenne annuelle observée sur la station météorologique de Météo-France la plus proche, « Chevillon_sapc », sur la commune de Chevillon à 14 km à vol d'oiseau, est de 11,1 °C et le cumul annuel moyen de précipitations est de 982,1 mm. 
La température maximale relevée sur cette station est de 40,6 °C, atteinte le 25 juillet 2019 ; la température minimale est de −17,4 °C, atteinte le 20 décembre 2009,,. 
Les paramètres climatiques de la commune ont été estimés pour le milieu du siècle (2041-2070) selon différents scénarios d'émission de gaz à effet de serre à partir des nouvelles projections climatiques de référence DRIAS-2020. Ils sont consultables sur un site dédié publié par Météo-France en novembre 2022.

## Urbanisme

### Typologie
Au 1er janvier 2024, Stainville est catégorisée commune rurale à habitat dispersé, selon la nouvelle grille communale de densité à sept niveaux définie par l'Insee en 2022.
Elle est située hors unité urbaine. Par ailleurs la commune fait partie de l'aire d'attraction de Bar-le-Duc, dont elle est une commune de la couronne,. Cette aire, qui regroupe 86 communes, est catégorisée dans les aires de 50 000 à moins de 200 000 habitants,.

### Occupation des sols
L'occupation des sols de la commune, telle qu'elle ressort de la base de données européenne d’occupation biophysique des sols Corine Land Cover (CLC), est marquée par l'importance des territoires agricoles (64,7 % en 2018), une proportion sensiblement équivalente à celle de 1990 (64,6 %). La répartition détaillée en 2018 est la suivante : 
terres arables (56,4 %), forêts (33,5 %), prairies (8,2 %), zones urbanisées (1,5 %), milieux à végétation arbustive et/ou herbacée (0,2 %), zones agricoles hétérogènes (0,1 %). L'évolution de l’occupation des sols de la commune et de ses infrastructures peut être observée sur les différentes représentations cartographiques du territoire : la carte de Cassini (XVIIIe siècle), la carte d'état-major (1820-1866) et les cartes ou photos aériennes de l'IGN pour la période actuelle (1950 à aujourd'hui).

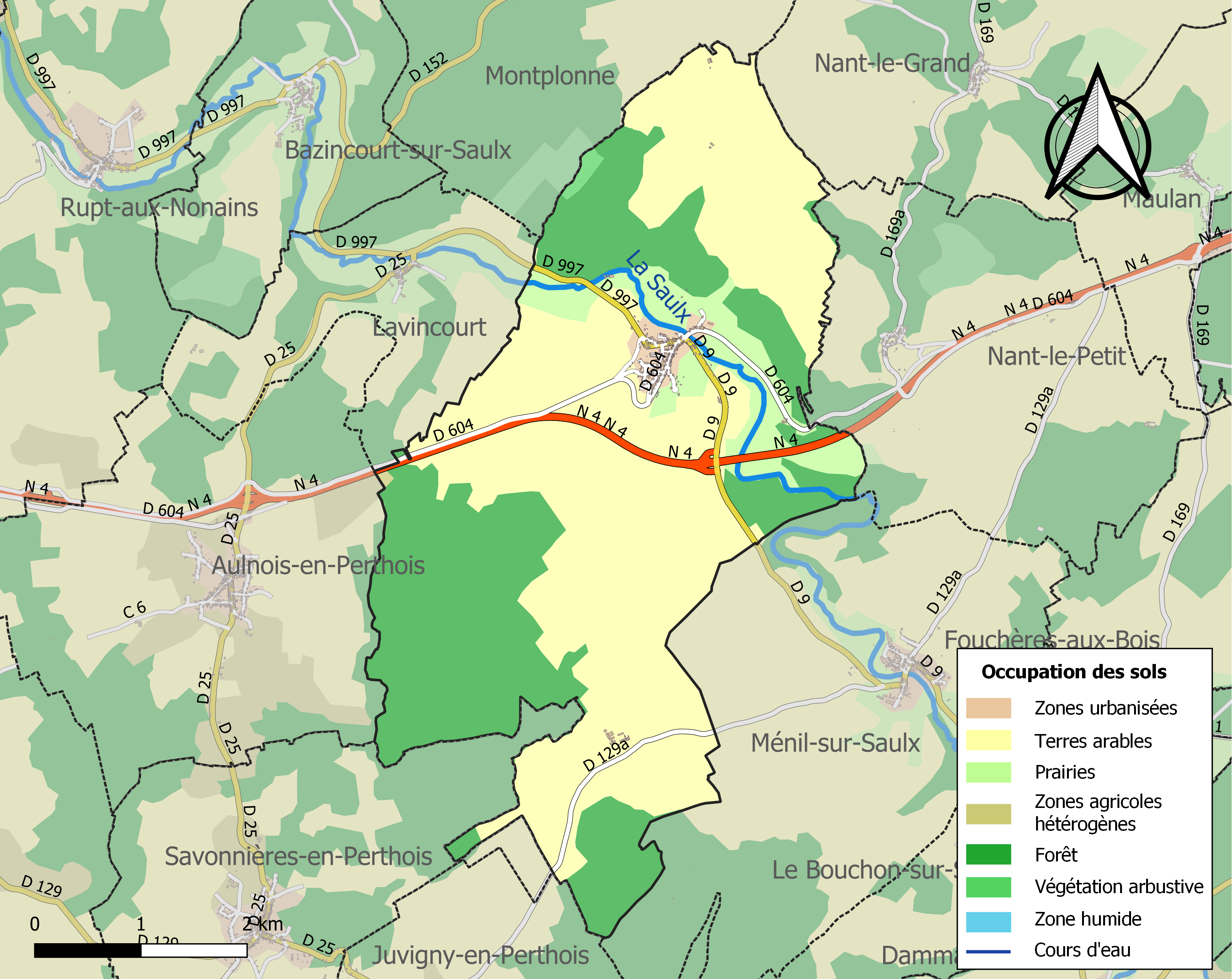
Carte des infrastructures et de l'occupation des sols de la commune en 2018 (CLC).

## Toponymie
Le nom de la localité est attesté sous les formes Satenvilla (1135) ; Sectenvile (1195) ; Setenville (1359) ; Sptainville (1364) ; Sytainvilla (1402) ; Stinville (1700) ; Septem-villæ (1707) ; Stainvilla (1711) ; Estainvilla, Estainville, Setainville, Septem-villa, Sathanæ-villa (1756).

## Histoire
Stainville fut le siège d'un marquisat que posséda la famille de Choiseul à l'époque de Louis XV de France.
Aubert III d'Ourches, seigneur d'Ourches (voir Famille d'Ourches ), Mandres, Hamnonville et autres lieux épouse en premières noces Catherine de Stainville dame en partie du lieu.
L'impératrice Eugénie passa à Stainville en 1859 fit à cette occasion cadeau du chemin de croix, de église Saint-Mathieu.

## Politique et administration
| Période                                  | Période  | Identité             | Étiquette | Qualité |
| ---------------------------------------- | -------- | -------------------- | --------- | ------- |
| Les données manquantes sont à compléter. |          |                      |           |         |
| mars 2001                                | mai 2020 | Francis Leroux       |           |         |
| mai 2020                                 | En cours | Marie-Hélène Gallois |           | Cadre   |

## Population et société

### Démographie
L'évolution du nombre d'habitants est connue à travers les recensements de la population effectués dans la commune depuis 1793. Pour les communes de moins de 10 000 habitants, une enquête de recensement portant sur toute la population est réalisée tous les cinq ans, les populations de référence des années intermédiaires étant quant à elles estimées par interpolation ou extrapolation. Pour la commune, le premier recensement exhaustif entrant dans le cadre du nouveau dispositif a été réalisé en 2004.

En 2022, la commune comptait 375 habitants, en évolution de −13,59 % par rapport à 2016 (Meuse : −4,4 %, France hors Mayotte : +2,11 %).
| 1793 | 1800 | 1806 | 1821  | 1831  | 1836  | 1841  | 1846  | 1851  |
| ---- | ---- | ---- | ----- | ----- | ----- | ----- | ----- | ----- |
| 920  | 888  | 946  | 1 005 | 1 116 | 1 072 | 1 160 | 1 207 | 1 211 |

| 1856  | 1861  | 1866  | 1872  | 1876 | 1881 | 1886 | 1891 | 1896 |
| ----- | ----- | ----- | ----- | ---- | ---- | ---- | ---- | ---- |
| 1 072 | 1 078 | 1 054 | 1 016 | 998  | 976  | 950  | 888  | 854  |

| 1901 | 1906 | 1911 | 1921 | 1926 | 1931 | 1936 | 1946 | 1954 |
| ---- | ---- | ---- | ---- | ---- | ---- | ---- | ---- | ---- |
| 840  | 863  | 751  | 569  | 604  | 516  | 486  | 360  | 403  |

| 1962 | 1968 | 1975 | 1982 | 1990 | 1999 | 2004 | 2006 | 2009 |
| ---- | ---- | ---- | ---- | ---- | ---- | ---- | ---- | ---- |
| 401  | 393  | 368  | 402  | 380  | 376  | 403  | 407  | 409  |

| 2014 | 2019 | 2022 | - | - | - | - | - | - |
| ---- | ---- | ---- | - | - | - | - | - | - |
| 432  | 385  | 375  | - | - | - | - | - | - |

## Culture locale et patrimoine

### Lieux et monuments
- Ancienne abbaye de Jovilliers, accessible par la route de Ménil-sur-Saulx à Juvigny-en-Perthois  Inscrit MH (1995)[21].
- Église Saint-Mathieu classée monument historique en 1994[22].
- Monument aux morts.
- Statue de l'Empereur des Français Napoléon Ier.
- Berges de la Saulx.
- Château de Choiseul  Inscrit MH (1932)[23].

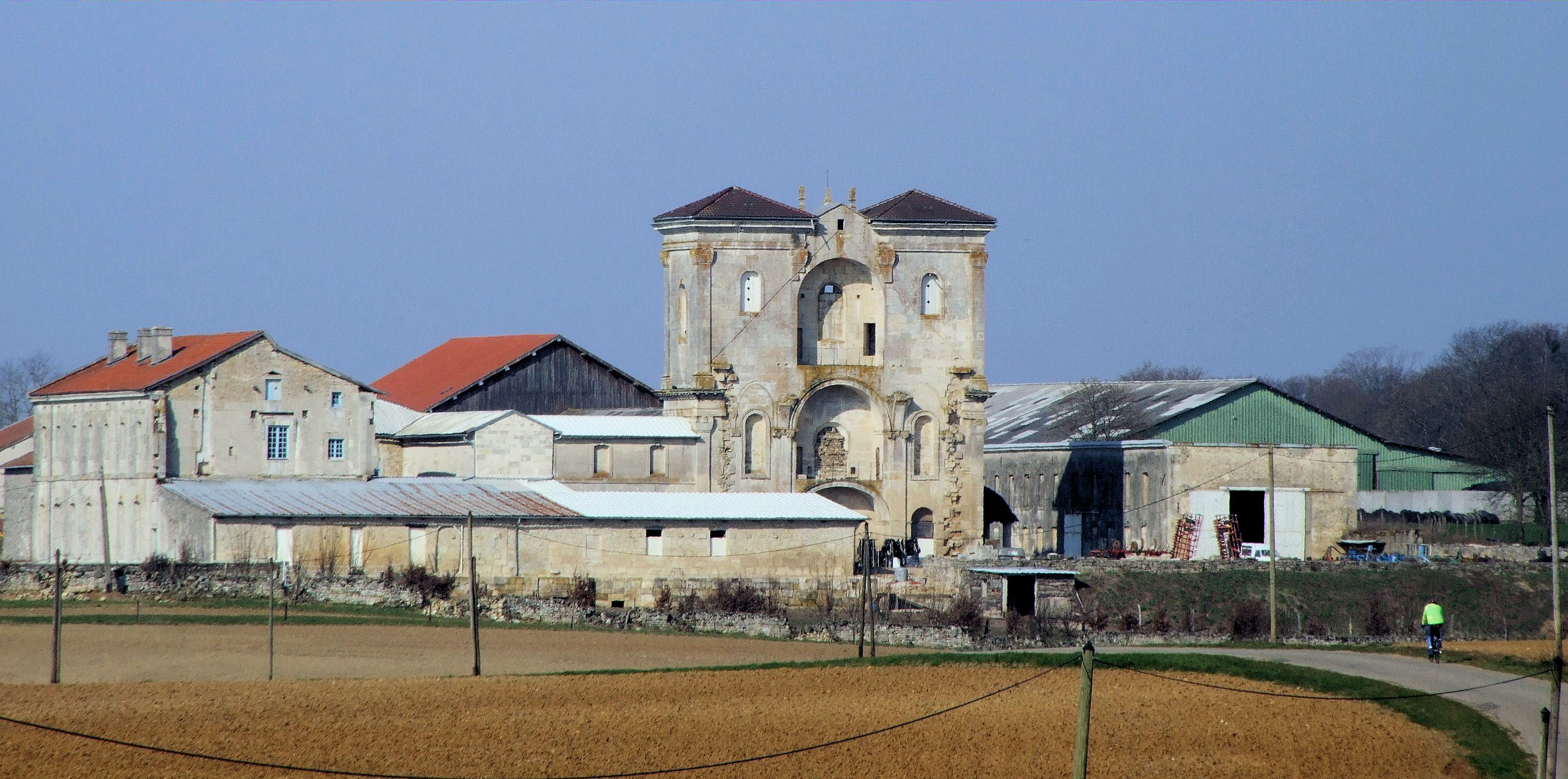
L'abbaye de Jovilliers.
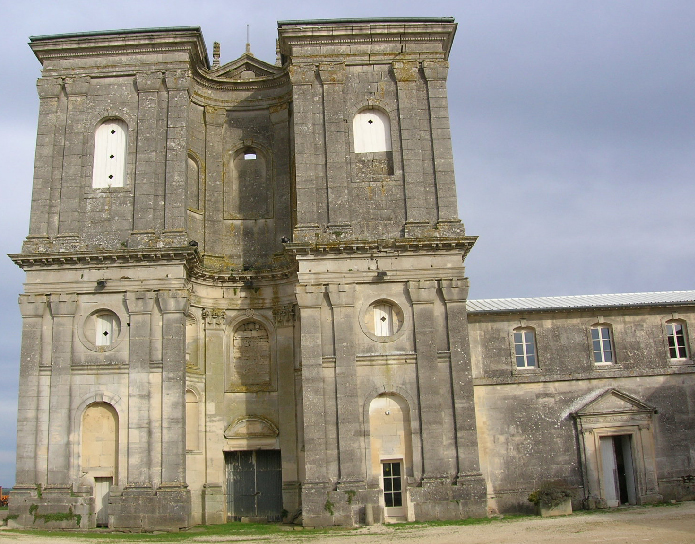
Façade de l'abbaye.
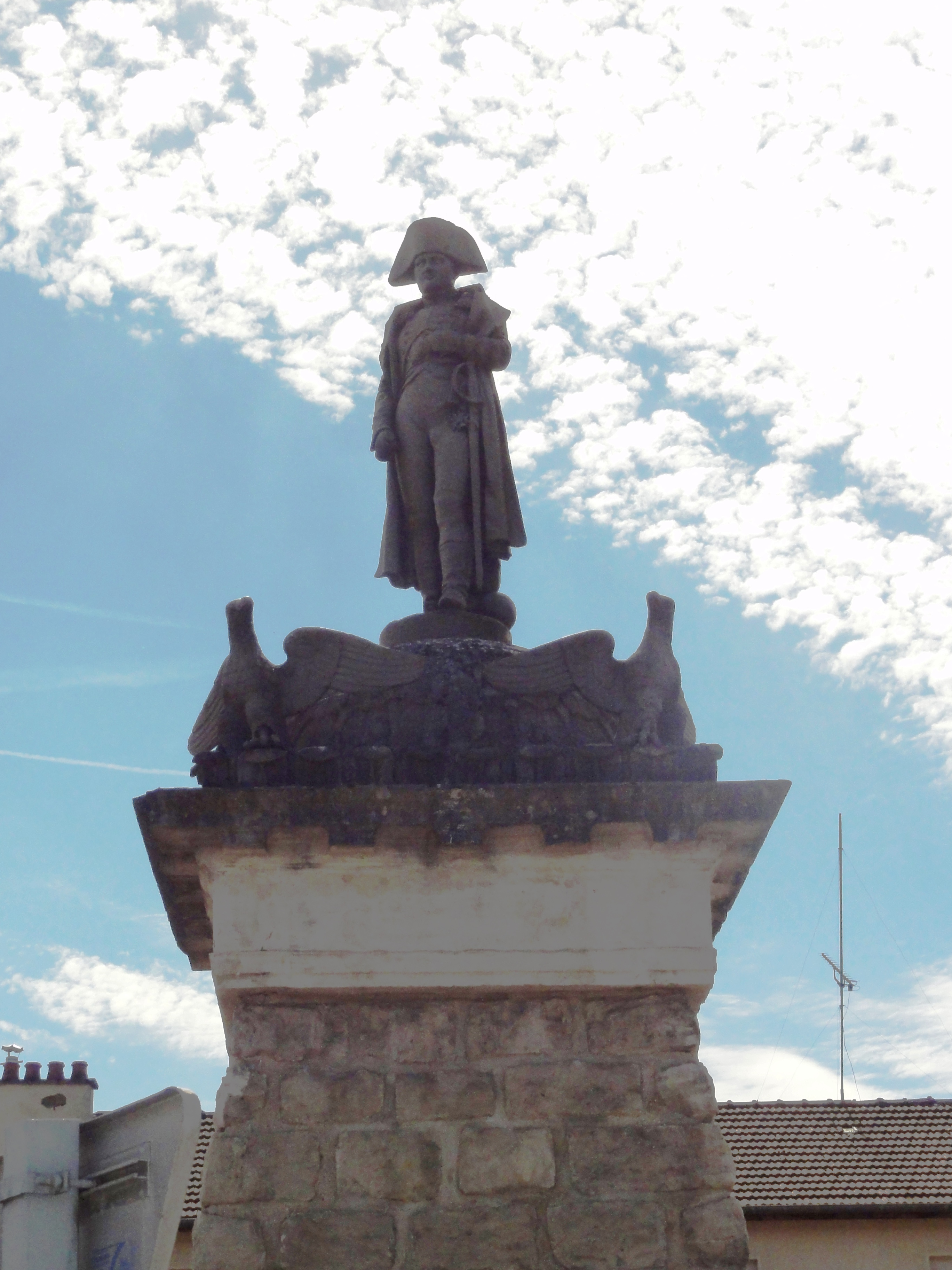
Statue de l'Empereur des Français Napoléon Ier.

### Personnalités liées à la commune
- Jean Moreau (1742-1811), homme politique né à Stainville, député à l'Assemblée nationale législative, puis député de la Meuse à la Convention nationale.
- Alix Joffroy (1844-1908) : médecin, neurologue et aliéniste, titulaire de la chaire de clinique des maladies mentales et de l'encéphale à Sainte-Anne.

### Héraldique, logotype et devise
| Blason de Stainville | Blason  | D'or à la croix ancrée de gueules.                                                                       |
| Blason de Stainville | Détails | Armoiries de la maison de nom et d'armes de Stainville. Le statut officiel du blason reste à déterminer. |